# Sun River
La Sun River (ou Medicine River) est un affluent du Missouri s'écoulant dans les plaines du centre des États-Unis. Long d'environ 209 km, il coule dans l'État du Montana.
La rivière prend sa source dans les montagnes Rocheuses, sous la forme de deux bras (North Fork et South Fork) qui se rejoignent dans la forêt nationale de Flathead entre les comtés de Teton et Lewis et Clark juste en amont du réservoir-barrage de Gibson. L'émissaire du lac prend le nom de Sun River et se jette dans le Missouri à Great Falls.
L'eau de la rivière est utilisée dans le cadre du projet d'irrigation nommé Sun River Project. La zone couverte est de 372 km2.